# Ganzenhoef (stacja metra)

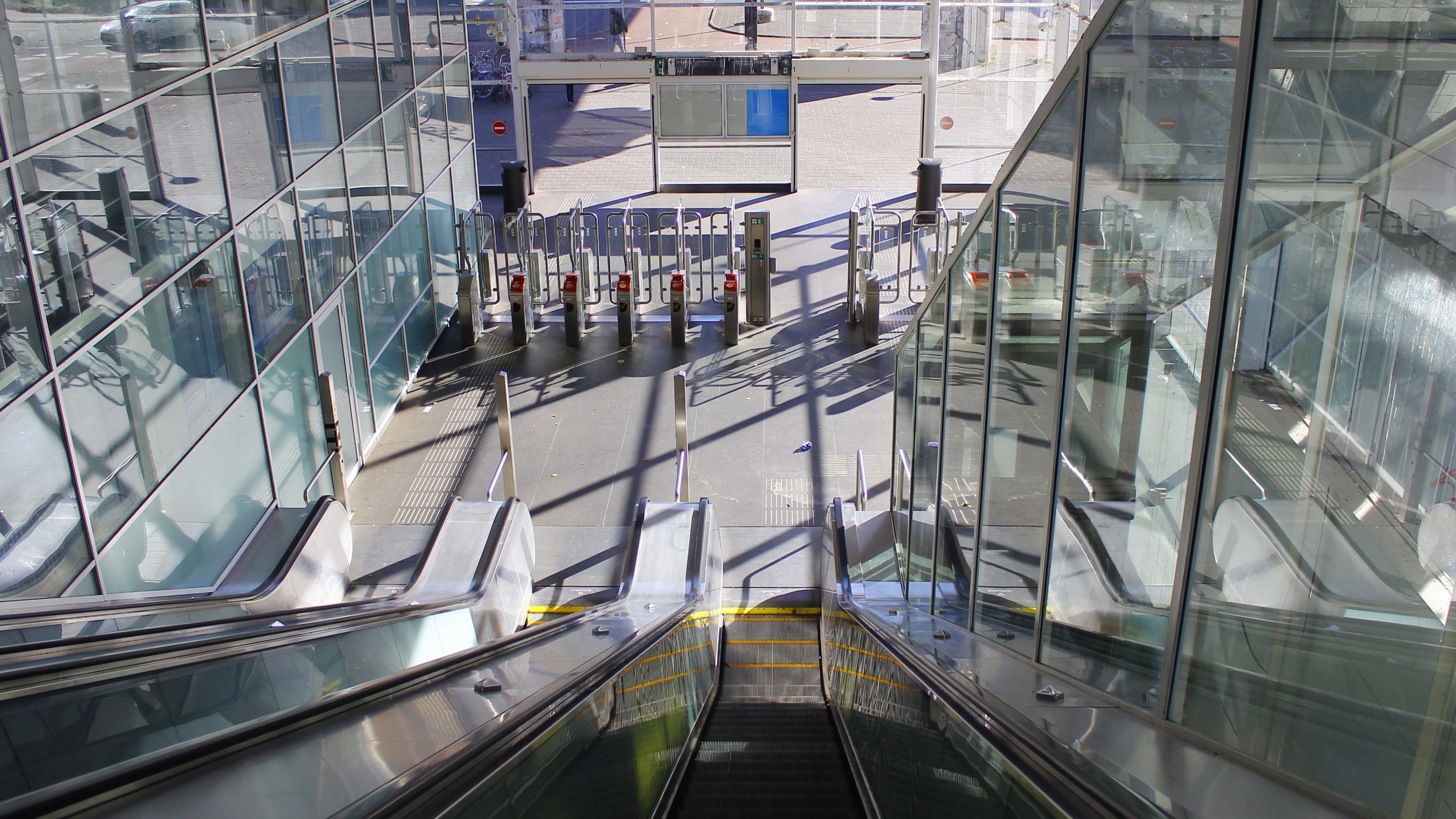

Ganzenhoef – stacja metra w Amsterdamie, położona na linii 53 (czerwonej). Została otwarta 14 października 1977. Położona jest na terenie dzielnicy Amsterdam-Zuidoost.